# Les Serres (Palamós)
Les Serres és una serra situada al municipi de Palamós a la comarca del Baix Empordà, amb una elevació màxima de 51 metres.